# Espurio Naucio Rútilo (tribuno consular 424 a. C.)
Espurio Naucio Rútilo  fue un político y militar romano del siglo V a. C. perteneciente a la gens Naucia.

## Familia
Naucio fue miembro de los Naucios Rútilos, una rama patricia de la gens Naucia.

## Tribunado consular
Ocupó el tribunado consular en el año 424 a. C., año que se caracterizó por la paz exterior y la ausencia de agitaciones internas. Junto con sus compañeros, organizó unos fastuosos juegos para celebrar la victoria sobre Fidenas obtenida dos años antes.
Ante la insistencia de los tribunos de la plebe de presentar candidatos plebeyos al tribunado consular, Naucio y sus colegas reunieron al Senado cuando aquellos estaban ausentes de Roma y publicaron un senadoconsulto por el que se convocaban elecciones consulares para el año siguiente. Formó parte de la comisión enviada por el Senado para investigar las noticias que decían que los volscos habían invadido el territorio de los hérnicos.